# Pomnik Fryderyka Chopina w Gliwicach
Pomnik Fryderyka Chopina w Gliwicach – pomnik polskiego pianisty i kompozytora Fryderyka Chopina znajdujący się w Parku im. Chopina w Gliwicach. Dawny Pomnik (Poległych) Ułanów (Ulanendenkmal).

## Informacje ogólne

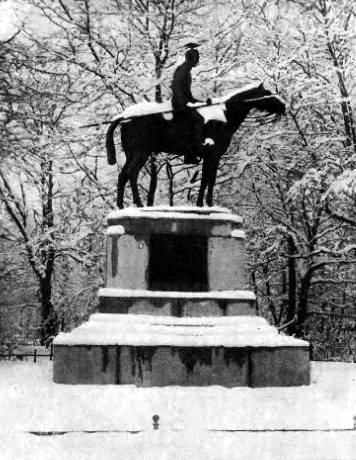
Pomnik Ułanów

Przekształcony pomnik odsłonięty został 17 czerwca 1949 roku w ramach obchodu stulecia śmierci artysty, a jego autorami są Zygmunt Acedański, który zaprojektował rzeźbę oraz Jan Wysocki, który był  autorem brązowego medalionu stworzonego w odlewni artystycznej GZUT. Inicjatorem budowy był pianista i kompozytor Marcin Kamiński założyciel Państwowej Szkoły Muzycznej I i II st. w Gliwicach.
Zbudowany jest z białego marmuru pochodzącego ze śląska i składa się a cokołu o wymiarach podstawy 4,10 x 2,92 m (górna część 2,20 x 1, 15, 4,50 m), pilastrów bocznych (dostawionych do cokołu) o wymiarach 0,75 x 0,35 x 4,00 m, wysokość ogólna to 6,25 m, medalion mierzy 96 cm i przedstawia głowę artysty z lewego profilu. Pomnik posiada pod medalionem napis: FRYDERYK CHOPIN 1849 1949.